# Hristo Stoitchkov
Hristo Stoitchkov  (en bulgare : Христо Стоичков), né le 8 février 1966 à Plovdiv en Bulgarie, est un footballeur international bulgare.
Aussi réputé pour son talent que pour son mauvais caractère, ce gaucher est l'un des meilleurs joueurs de football du monde dans les années 1990. Il remporte le Ballon d'or récompensant le meilleur joueur européen en 1994, lorsqu'il est joueur du FC Barcelone, club avec lequel il gagne la Coupe des clubs champions européens en 1992 et le championnat d'Espagne à cinq reprises.
Il est désormais commentateur sportif.

## Biographie

### Carrière de joueur
Stoitchkov commence sa carrière au CSKA Sofia. Attaquant ou milieu de terrain offensif excentré sur l'aile gauche, sa technique largement au-dessus de la moyenne lui permet de se jouer des défenses adverses. En 1990, pour sa dernière saison à Sofia, il marque 38 buts et se voit décerner le Soulier d'or, trophée qui récompense le meilleur buteur européen.
Les plus grands clubs européens le convoitent, et c'est au prestigieux FC Barcelone (il y jouera 254 matches pour 117 buts) que le Bulgare débarque durant l'été 1990. Sous les ordres de Johan Cruyff, au sein de ce qui pour beaucoup de spécialistes reste l'une des plus belles équipes de l'histoire, Stoitchkov s'épanouit complètement. Barcelone domine la Liga espagnole (4 titres consécutifs) et le football continental (victoire en Ligue des champions en 1992). Au sommet de son art dans le grand club catalan, Stoitchkov s'attire néanmoins une réputation de mauvais garçon sur les terrains. Brutalités, insultes, Stoitchkov collectionne les avertissements et les suspensions. Il est d'ailleurs probable que ces attitudes anti-sportives lui aient coûté le Ballon d'or en 1992, alors qu'il avait les faveurs des pronostics.
Parallèlement, Stoitchkov s'affirme comme le capitaine emblématique de la sélection bulgare. À la tête d'une génération exceptionnelle (citons notamment Emil Kostadinov, Krasimir Balakov, Iordan Letchkov, Trifon Ivanov), Stoitchkov sème la terreur sur les terrains européens. Après avoir notamment éliminé la France en phase de qualifications, puis l'Allemagne en quart de finale, les hommes de Stoitchkov se hissent jusqu'en demi-finale de la Coupe du monde 1994. Avec 6 buts, Stoitchkov termine d'ailleurs co-meilleur buteur de la compétition avec Oleg Salenko. Et à la fin de l'année, il se voit enfin décerner le Ballon d'or.
En 1995, Stoitchkov quitte Barcelone pour rejoindre l'équipe italienne de Parme, l'une des meilleures formations européennes du moment. Mais le Bulgare, régulièrement la cible privilégiée d'une presse spécialisée impitoyable, ne parviendra jamais à totalement s'imposer en Série A. Au bout d'une saison, il retourne à Barcelone, le club de son cœur, mais où il doit le plus souvent se contenter d'une place sur le banc de touche.
La carrière du Bulgare décline également au niveau international. À l'Euro 1996, la Bulgarie est éliminée dès le premier tour, après notamment une défaite sans appel (1-3) contre la France. La Coupe du monde 1998 confirme le déclin de la Bulgarie, qui quitte la compétition après une humiliante défaite contre l'Espagne (1-6) au premier tour.
En fin de carrière, Stoitchkov part alors monnayer son talent dans des équipes de seconde zone. On le retrouve successivement pour de brefs contrats au CSKA Sofia, à Al Nasr (Arabie saoudite), au Kashiwa Reysol (Japon), au Chicago Fire (États-Unis) et enfin à Washington DC United (États-Unis).

### Carrière d'entraîneur
Après avoir pris sa retraite de joueur en 2003, Stoitchkov a brièvement intégré le staff technique du FC Barcelone avant d'être nommé en 2004 sélectionneur de l'équipe de Bulgarie, qu'il ne parvient pas à qualifier pour la Coupe du monde en Allemagne. Il démissionne de son poste le 10 avril 2007, après une série de résultats moyens, notamment un match nul 0-0 contre l'Albanie. Il devient en 2007 l'entraîneur du Celta Vigo en Espagne mais démissionne le 8 octobre prétextant des motifs d'ordre personnel. Il part ensuite en Iran et en Afrique du Sud.
En 2009, il devient entraîneur du club iranien AbooMoslem Mechhed.

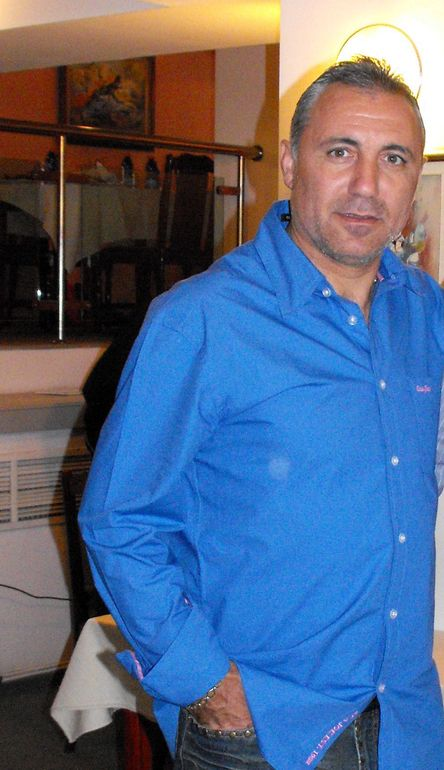
Stoitchkov en mai 2010

En juin 2013, il est recruté par le CSKA Sofia, club où il avait commencé sa carrière de joueur professionnel mais démissionne un mois plus tard en raison de désaccords profonds avec les propriétaires du club.

### En équipe nationale
- 83 sélections et 37 buts avec l'équipe de Bulgarie entre 1986 et 1999
- A participé à la Coupe du monde 1994 (7 matchs, 6 buts) et à la Coupe du monde 1998 (3 matchs)
- A participé au Championnat d'Europe 1996 (3 matchs, 3 buts)

## Palmarès

### Joueur
CSKA Sofia
- Champion de Bulgarie en 1987, 1989 et 1990
- Vainqueur de la Coupe de Bulgarie en 1985, 1987, 1988 et 1989
- Vainqueur de la Supercoupe de Bulgarie en 1989

FC Barcelone
- Ligue des champions
  - Vainqueur en 1992
  - Finaliste en 1994

- Supercoupe de l'UEFA
  - Vainqueur en 1992 et 1997

- Coupe des Coupes
  - Vainqueur en 1997

- Coupe intercontinentale
  - Finaliste en 1992

- Champion d'Espagne
  - Vainqueur en 1991, 1992, 1993, 1994 et 1998

- Coupe d'Espagne
  - Vainqueur en 1997 et 1998

- Supercoupe d'Espagne
  - Vainqueur en 1991, 1992, 1994 et 1996

Al Nasr Riyad
- Vainqueur de la Coupe d'Asie des vainqueurs de coupe en 1998
- Vainqueur de la Supercoupe d'Asie en 1998

Chicago Fire
- Vainqueur de la Coupe des États-Unis en 2000

### Entraîneur
- Championnat d'Afrique du Sud de football
  - Vice-champion en 2010

### Distinctions personnelles
- Ballon d'or : 1994
- Soulier d'or en 1990 (38 buts)
- Onze d'or : 1992
- Onze d'argent : 1994
- All-Star Team de la Coupe du monde : 1994
- Deuxième Meilleur footballeur de l'année FIFA en 1992 et 1994
- Prix Don Balón du meilleur joueur étranger du Championnat d'Espagne en 1994
- Meilleur buteur de la Coupe du monde 1994
- Meilleur buteur du Championnat de Bulgarie en 1989 et 1990